# Sergei Wiktorowitsch Starikow
Sergei Wiktorowitsch Starikow (russisch Сергей Викторович Стариков; * 4. Dezember 1958 in Tscheljabinsk, Russische SFSR) ist ein ehemaliger russischer Eishockeyspieler.

## Karriere
Seine Karriere begann 1978/79 bei HK Traktor Tscheljabinsk. Hier spielte der Verteidiger eine Saison, bevor er zum damaligen Eliteclub HK ZSKA Moskau wechselte. Insgesamt erzielte er 58 Tore in 510 Spielen in der sowjetischen Liga. Beim NHL Entry Draft 1989 war er in der 8. Runde an 152. Stelle durch die New Jersey Devils ausgewählt worden. So wagte er vor dem Zerfall der Sowjetunion den Sprung in die National Hockey League. Im Laufe der nächsten Jahre spielte er für die New Jersey Devils, Utica Devils (AHL) und San Diego Gulls (IHL).
Früh wurde er in das Team der sowjetischen Eishockeynationalmannschaft berufen. Am 19. September 1978 stand er in einem Spiel gegen die Tschechoslowakei zum ersten Mal für die Sbornaja auf dem Eis. Seine internationale Karriere wurde mit den Goldmedaillen bei den Olympischen Winterspielen 1984 und 1988 gekrönt. Bereits bei den Olympischen Winterspielen 1980 hatte er mit seiner Mannschaft beim legendären Miracle on Ice die Silbermedaille gewonnen. 1983 wurde er in die „Russische Hockey Hall of Fame“ aufgenommen.